# Rhodopteryx
Rhodopteryx is een geslacht van rechtvleugeligen uit de familie sabelsprinkhanen (Tettigoniidae). De wetenschappelijke naam van dit geslacht is voor het eerst geldig gepubliceerd in 1888 door Pictet.

## Soorten
Het geslacht Rhodopteryx omvat de volgende soorten:
- Rhodopteryx elongata Vignon, 1924
- Rhodopteryx hebardi Vignon, 1930
- Rhodopteryx pulchripennis Pictet, 1888